# Tramlijn 18 (Rotterdam)
Tramlijn 18 van de RET was een versterkingslijn van lijn 8 bij evenementen in Het Park. In de beginjaren van de lijn reed deze tijdens meerdere evenementen, zoals de Wereldhavendagen, later alleen nog tijdens het Dunya Festival. Tijdens de Wereldhavendagen werd er alleen Rotterdam Centraal - Park gereden, maar tijdens Dunya werd er doorgereden naar de Pelgrimsstraat, zodat dat deel van de stad ook met het festival werd verbonden. De laatste editie van dit feest was in 2012 en ook lijnnummer 18 verdween daarmee voor enkele jaren in de kast.
Op 5 mei 2017 (Bevrijdingsdag) reed lijn 18 in de avonduren als versterking van lijn 8 tussen Het Park en Rotterdam Centraal Station. Hierdoor konden bezoekers van het Bevrijdingsfestival Zuid-Holland terug reizen naar haltes Leuvehaven, Beurs en Rotterdam Centraal. Sindsdien wordt lijnnummer 18 weer vaker ingezet bij versterkingen van lijn 8 op dit traject.
In 2022 rijd er opnieuw een tram 18 tussen Rotterdam centraal en Spangen. Dit vanwege werkzaamheden, waardoor tram 8 is omgeleid en rijd tussen Kleiweg en Oostplein.

## Eerdere lijnnummers 18
Van 1 mei 1929 tot 1 juli 1936 reed er een andere lijn 18, van het Marconiplein naar het Beursplein. In 1929 werd de route verlengd naar de Rusthoflaan in Crooswijk.